# Municipio de San Juan La Laguna
Municipio de San Juan La Laguna är en kommun i Guatemala.   Den ligger i departementet Departamento de Sololá, i den sydvästra delen av landet, 90 km väster om huvudstaden Guatemala City.